# Pravobradac
Pravobradac (oplismenus; lat. Oplismenus), biljni rod vazdazelenih puzećih i padajućih trajnica iz porodice trava. Pripada mu sedam vrsta rasprostranjenih po dijelovima Europe, Azije, Afrike, Sjeverne i Južne Amerike i Australije.
U Hrvatskoj raste samo jedna vrsta valoviti pravobradac, O. undulatifolius

## Vrste
1. Oplismenus burmanni (Retz.) P.Beauv.
2. Oplismenus compositus (L.) P.Beauv.
3. Oplismenus flavicomus Mez
4. Oplismenus fujianensis S.L.Chen & Y.X.Jin
5. Oplismenus hirtellus (L.) P.Beauv.
6. Oplismenus thwaitesii Hook.f.
7. Oplismenus undulatifolius (Ard.) P.Beauv.